# Cultura LGBT a Parigi

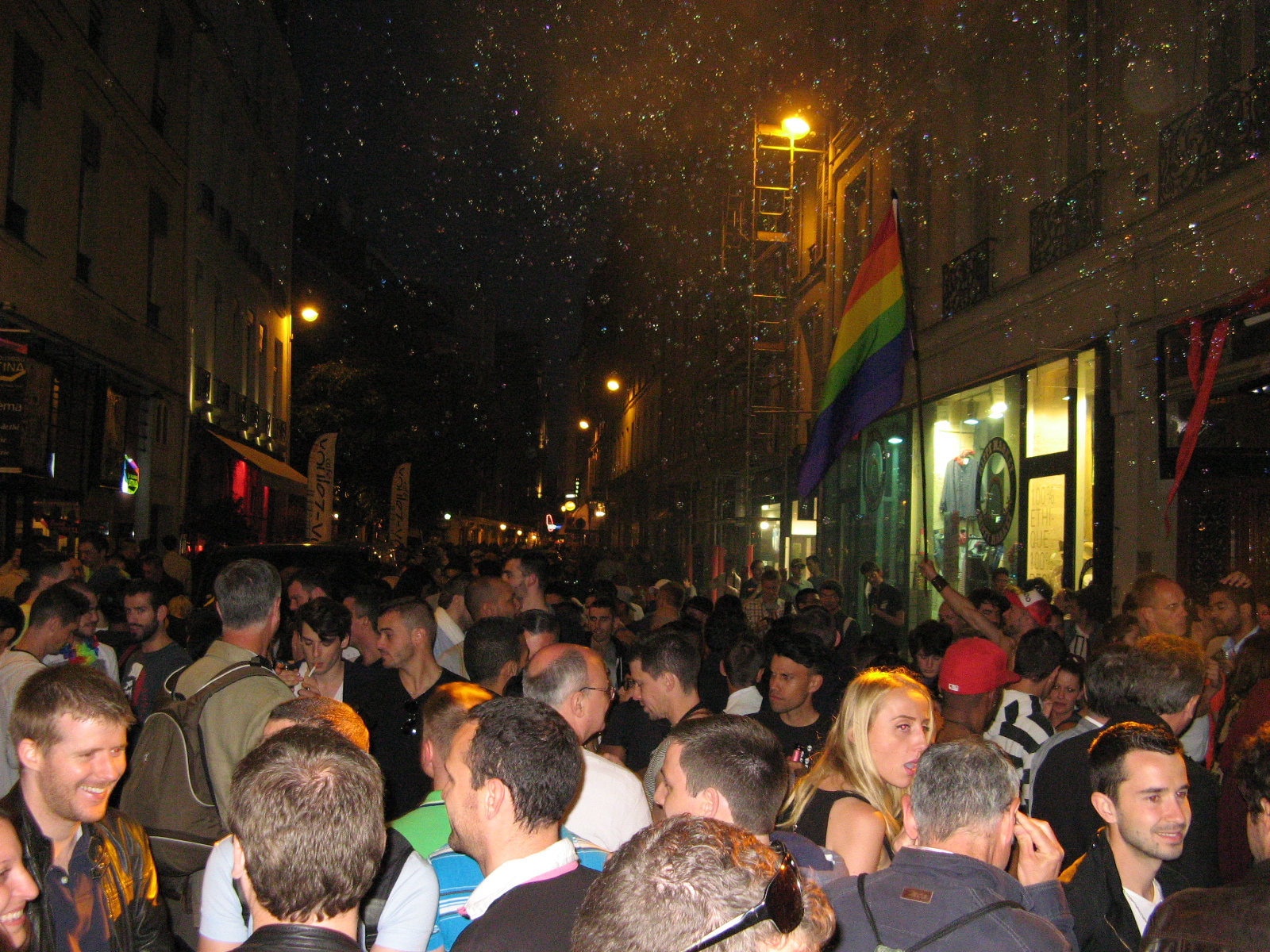
Gay village nel quartiere di Le Marais.

La cultura LGBT in Francia è centrata su Parigi, la capitale, ove opera attivamente una prospera comunità LGBT.
Nel 1990 il 46% degli uomini gay francesi avevano vissuto almeno per un certo periodo di tempo a Parigi. A partire dal 2004 la città contava almeno 140 club, alberghi, ristoranti ed altre attività commerciali rivolte alle persone LGBT. Florence Tamagne, autrice di Paris: 'Resting on its Laurels'? ha scritto che vi è una "Gaité parisienne" (felicità parigina) ed ha aggiunto poi che Parigi "compete con Berlino per il titolo di capitale LGBT d'Europa e si classifica seconda solo dietro New York per il titolo di capitale LGBT del mondo". Possiede infine le più numerose comunità gay di Francia ufficialmente organizzate.

## Storia

### Dal Medioevo alla Rivoluzione francese
La reputazione di Parigi come centro di vita queer risale fino al Medioevo, secondo Michael D. Sibalis, che cita la descrizione di un poeta del XII secolo della città la quale sarebbe stata ripiena del "vizio di Sodoma". Per tutto il Medioevo tuttavia i poveri artigiani parigini sono stati regolarmente condannati e a volte sottoposti ad esecuzione capitale per essersi impegnati nella sodomia ed altre attività omosessuali.
Lo storico Maurice Lever osserva poi che a partire dal XVIII secolo varie sottoculture si erano sviluppate in un "mondo omosessuale" parigino, con un proprio linguaggio, regole di comportamento e codici privati, ma vi erano anche rivalità e clan contrapposti". Vi è anche la prova storica che relazioni lesbiche si sono verificate tra le donne membri dell'aristocrazia di quel secolo, così come vigeva una sottocultura lesbica tra le prostitute della città.
Tra l'aristocrazia maschile del XVII secolo Filippo I di Borbone-Orléans e Luigi Giuseppe di Borbone-Vendôme sono stati noti per aver avuto rapporti sentimentali ed erotici con uomini. Gli scrittori omosessuali Henri-Lambert de Thibouville e Charles Michel marchese di Villette erano entrambi amici di Voltaire. Mademoiselle Raucourt era una famosa attrice del XVIII secolo fino a quando i suoi affari privati con le donne scandalizzarono tutta Parigi: la sua carriera subì così una repentina picchiata.
Una coppia gay che è stata bruciata viva dopo essere stata condannata a morte di fronte all'Hôtel de Ville (Parigi) nel 1750 per attività omosessuali è commemorata con una lapide all'incrocio tra Rue Montorgueil e Rue Bachaumont dove i due sono stati catturati dalla polizia.
Il diplomatico francese e spia Cavaliere d'Éon è apparso pubblicamente come un uomo per un periodo di 49 anni, durante il quale s'infiltrò con successo nella corte di Elisabetta di Russia presentandosi come fosse una donna; per i successivi 33 anni (dal 1777 in poi) dìEon, sempre vestito da donna, assunse un'identità femminile.

### Dalla rivoluzione francese alla seconda guerra mondiale
La rivoluzione francese ha depenalizzato la sodomia nel 1791 e di conseguenza sempre più robuste culture queer hanno cominciato ad emergere a Parigi negli anni alla fine del secolo XVIII ed all'inizio del XIX; essi sono stati autorizzati a continuare le proprie attività, a condizione che rimanessero private e discrete.
Il boom e l'espansione economica della Belle Époque nel corso della seconda metà del XIX secolo e all'inizio del XX ha portato Parigi ad una reputazione di capitale bohemien ed erotica d'occidente, il che permise alle culture queer cittadine di prosperare. Una rete di luoghi ancora relativamente sotterranei per le persone LGBT cominciò ad emergere, tra cui salotti, bar, caffè e stabilimenti balneari, in particolare a Montmartre e Les Halles. I gay si sarebbero poi potuti incontrare anche nei giardini sulla parte del Carrousel du Louvre, lungo gli Champs Elysées, attorno al palazzo della Borsa e altrove.
Le donne lesbiche e bisessuali in particolare hanno ottenuto una maggiore visibilità in questo periodo, sia nella sfera pubblica e nelle rappresentazioni artistiche e letterarie. La società Fin de siècle a Parigi includeva bar, ristoranti e caffè frequentati e di proprietà di lesbiche, come Le Hanneton e Le Rat Mort. Salotti privati nel primo scorcio del XX secolo, come quelli ospitati dalle espatriate americane Nathalie Clifford Barney e Gertrude Stein hanno attirato artisti LGBT (oltre che eterosessuali) e scrittori dell'epoca, tra cui Romaine Brooks, Renée Vivien, Colette, Djuna Barnes, André Gide, Pierre Louÿs, Truman Capote e Radclyffe Hall.
Una delle amanti della Barney, la cortigiana Liane de Pougy, fece pubblicare un romanzo best seller basato sulla loro storia d'amore intitolato Idylle Saphique (1901). Molte delle lesbiche più visibili e delle donne bisessuali erano animatrici e attrici; alcune di loro, come la scrittrice Colette e la sua amante Mathilde de Morny, eseguivano anche scene teatrali lesbiche e cabaret che attirarono l'indignazione generale e la censura. Le descrizioni di salotti, bar e ristoranti rivolti ad un pubblico lesbico vennero anche inclusi nelle guide turistiche e nel giornalismo dell'epoca, così come la menzione di case di prostituzione che erano rivolte unicamente alle lesbiche.

Il pittore Toulouse Lautrec ritrasse molte lesbiche parigine ed animatrici bisessuali nelle sue opere, come le ballerine Louise Weber detta "La Goule", Jane Avril esperta di can-can e May Milton, oltre alla clown Cha-U-Kao del Moulin Rouge.

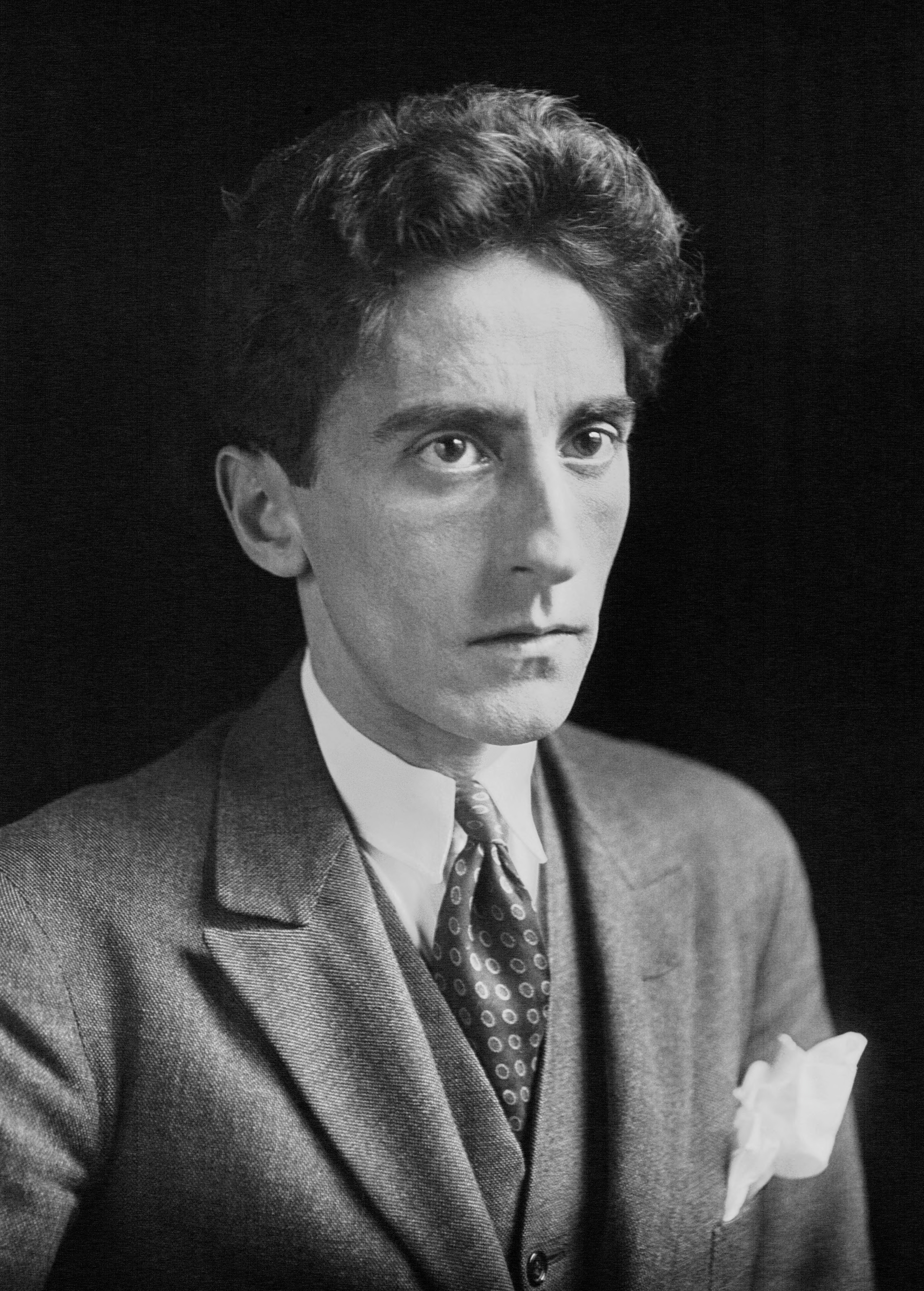
Lo scrittore ed artista a tutto tondo Jean Cocteau prese ispirazione per le sue opere dai suoi numerosi rapporti avuti con uomini.

 Lo scrittore ed artista Jean Cocteau trasse ispirazione dai suoi numerosi rapporti con gli uomini.
Florence Tamagne ha dichiarato che a partire dal XIX secolo Parigi divenne nota come un centro per la cultura LGBT e gli espatriati stranieri continuarono ad essere attratti dalla società più aperta che esisteva nella capitale francese. Oscar Wilde ha trascorso i suoi ultimi anni in un hotel di Parigi, ove fece amicizia con l'autore francese André Gide, che ha scritto apertamente la propria omosessualità.
Il celebrato poeta francese Paul Verlaine, che aveva avuto un intenso rapporto con il giovane poeta Arthur Rimbaud, poteva essere visto bere assenzio nei caffè parigini del tardo XIX secolo, nei suoi ultimi anni di vita. Lo scrittore e artista Jean Cocteau, che ha tratto ispirazione dalle sue molte relazioni con uomini, era un membro importante della società intellettuale ed artistica parigina dei primi anni del XX secolo. Lo scrittore Marcel Proust è stato descritto come omosessuale dai suoi biografi, anche se ha sempre negato durante tutta la sua vita e seppure nei suoi libri (come Alla ricerca del tempo perduto) vengono spesso affrontati temi e caratteri gay.
La vita notturna gay e gli spettacoli di drag queen fiorirono durante la cosiddetta età del jazz degli anni '20 del XX secolo, con Le Monocle che era un locale popolare ove si potevano vedere donne in smoking e Clair de Lune, Chez Ma Cousine, La Petite Chaumiere ed altri club di ritrovo per uomini in abbigliamento femminile.
Tamagne ha scritto che nel corso del XX secolo Parigi è stata veduta come una capitale "queer", anche se Amsterdam, Berlino e Londra avevano tutte un maggior numero di luoghi d'incontro e di organizzazione rispetto alla capitale francese; questo era dovuto allo sfarzo esibito e alla visibilità delle personalità e celebrità LGBT. Quando i nazisti hanno usato la mano pesante su Berlino nei primi anni '30, Parigi divenne un centro ancora più importante per la vita LGBT.
Tamagne ha dichiarato che durante gli anni '30 la popolazione LGBT aveva socializzato con i gruppi di migranti, di giovani e finanche criminali, oltre ad altri gruppi che erano stati fino ad allora lasciati ai margini della società. 

### Dalla seconda guerra mondiale ad oggi
Nel corso dell'occupazione nazista a seguito della campagna di Francia durante la seconda guerra mondiale il governo francese ha innalzato l'età del consenso sessuale da 13 a 15 anni per gli eterosessuali e a 21 per gli omosessuali. Le sanzioni per la pratica "innaturale" degli atti omosessuali commessi con minorenni erano rappresentate da una multa e dalla reclusione da sei mesi a tre anni. Questa legge sul consenso omosessuale è stata mantenuta al suo posto anche dopo la guerra, per essere abbassata a 18 anni nel 1974 e a 15 nel 1982.

Sempre secondo la Tamagne Parigi ha mantenuto l'immagine di capitale LGBT anche dopo il termine della seconda guerra mondiale. 

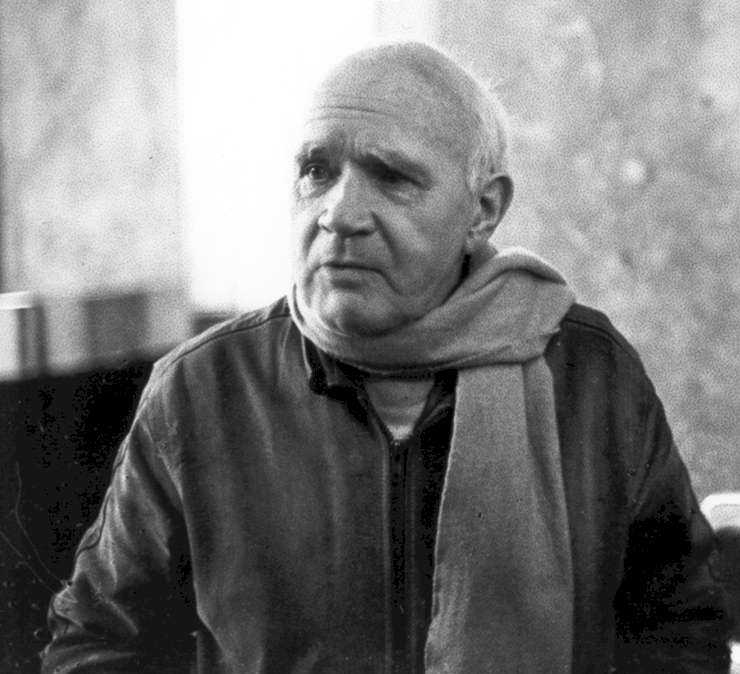
Jean Genet, scrittore di romanzi in cui viene evidenziata la tematica omosessuale è stato ampiamente acclamato nella scena letteraria parigina.

 A partire dalla metà degli anni '40 Jean Genet, un vagabondo, prostituto e piccolo criminale, ha pubblicato cinque romanzi autobiografici i quali sono stati assai espliciti nelle loto raffigurazioni dell'omosessualità associata alla criminalità; celebrati da Jean Cocteau, Jean Paul Sartre, Picasso ed altri nella scena letteraria parigina.
Artisti e scrittori LGBT stranieri hanno continuato a cercare la relativa tolleranza della capitale francese; il romanzo di tema omosessuale del 1956 dello statunitense James Baldwin La camera di Giovanni si è basato sul periodo di tempo ch'egli aveva trascorso a Parigi.
Negli anni '50 e '60 le autorità di polizia hanno tollerato gli omosessuali fintanto che la loro condotta rimaneva privata e fuori dal campo visivo della pubblica opinione. L'associazione Arcadie, la prima organizzazione omofila in Francia, col possesso di una rivista con lo stesso nome, venne fondata nel 1954 a Parigi da André Baudry, con l'assistenza di Jean Cocteau e Roger Peyrefitte; successivamente Baudry è stato processato e multato per "morale indecente" nel 1955. Nel 1960 venne introdotta una legge sugli atti osceni e l'esposizione indecente che ha causato numerose molestie da parte della polizia contro uomini e donne omosessuali.
Negli anni '60 i maschi omosessuali hanno ricevuto un maggior numero di molestie da parte della polizia rispetto alle lesbiche. Negli anni tra il 1953 e il 1978 il numero annuale di donne condannate per omosessualità oscillò tra 1 e 12; Tamagne ha caratterizzato questo numero come "relativamente basso". Gli spettacoli di drag queen utilizzarono maschi e femmine transessuali perché la polizia non permetteva ai maschi cisgender di esibirsi nei luoghi di residenza.
Incursioni nei gay bar si sono verificate nel corso di tutti gli anni '50 e '60; ci sono stati casi in cui i proprietari dei bar sono stati coinvolti nel facilitare i raid. Molte lesbiche, che non fraquentavano i bar gay, socializzavano invece attraverso circoli di amici. Le lesbiche che decidevano di entrare nei bar spesso erano originarie della classe operaia; altre donne a volte avevano interiorizzato il disgusto di sé e/o non volevano danneggiare la propria reputazione. Lo Chez Moune, aperto nel 1936, ed il New Moon erano cabaret appositamente per lesbiche localizzati in Place Pigalle; entrambi furono convertiti a club musicali misti all'inizio del XXI secolo.

## Geografia
Il quartiere di Le Marais è il maggior gay village di Parigi.